# Predator
Predator (tựa tiếng Việt: Quái thú vô hình hay Quái vật vô hình) là một bộ phim khoa học viễn tưởng - hành động Mỹ sản xuất năm 1987 do John McTiernan đạo diễn và hãng phim 20th Century Fox phát hành. Kể từ năm 2003, Predator là một trong những bộ phim được người dân Mỹ xem lại nhiều nhất. Bên cạnh những yếu tố kinh dị, nó còn nổi tiếng vì có sự tham gia của hai vị thống đốc Jesse Ventura và Arnold Schwarzenegger.
Phim được nối tiếp bằng Predator 2 (1990) và hai phim cross-over là Alien vs. Predator (2004) và Aliens vs. Predator: Requiem (2007). Năm 2010, hãng 20th Century Fox sản xuất bộ phim Predators.

## Nội dung
cảnh báo tiết lộ nội dung:
Một phi thuyền lạ bay vào bầu khí quyển Trái Đất rồi biến mất ở một khu rừng nhiệt đới gần biên giới Guatemala. Tại một căn cứ trên bờ biển Guatemala, Thiếu tá Alan "Dutch" Schaefer và đồng đội nhận lệnh tới khu vực rừng nhiệt đới ở biên giới để giải cứu một vị bộ trưởng bị quân phiến loạn bắt cóc. George Dillon, một đặc vụ CIA, được cử tới để hỗ trợ nhóm của Dutch. Họ lên trực thăng tới vùng hoạt động của lực lượng phiến loạn.
Vừa hạ cánh, Dutch và đồng đội nhìn thấy xác một máy bay trực thăng cùng hàng chục thi thể lính Mỹ bị treo trên cây. Những thi thể lính Mỹ đều bị chặt mất đầu, chân hoặc tay, hoặc bị lột da, dã man hơn bọn sát nhân còn moi ruột những người lính xấu số kia. Dutch nhận ra rằng viên sĩ quan chỉ huy của đơn vị này là Đại úy James Hopper, một người bạn của anh và đóng quân ở căn cứ hải quân Fort Bragg. Nhóm của Dutch cảm thấy vô cùng hoang mang.
Với suy đoán về lực lượng hùng mạnh của quân phiến loạn, cả nhóm quyết định sử dụng "cỗ máy giết người" M134 Minigun để gia tăng thêm hỏa lực. Với hỏa lực mạnh và sự tập trung cao độ, toàn bộ quân phiến loạn đã bị tiêu diệt trong khi nhóm của Dutch không mất một người nào. Khi lục soát khu giam giữ tù nhân, nhóm của Dutch phát hiện nhiều thi thể của đặc vụ CIA. Họ đã bị giết trước khi Dutch và đồng đội nổ súng. Theo lời khai của Anna Gonsalves, nữ phiến quân duy nhất còn sống, và những tài liệu tìm được trên thi thể các đặc vụ cho thấy chẳng hề có vị bộ trưởng nào bị bắt cóc hay giam giữ ở căn cứ này. Tới lúc này, Dutch tức giận chất vấn Dillon và cho rằng nhóm của anh đang bị chính phủ lợi dụng. Bên cạnh đó anh còn mơ hồ nhận ra có một thế lực khác mạnh hơn quân phiến loạn.
Trong lúc băng qua khu rừng để tới "điểm hẹn" – nơi trực thăng sẽ đón họ về căn cứ - cả nhóm phải dừng lại vì anh chàng lính da đỏ Billy Sole phát hiện có vật thể vô hình nào đó đang di chuyển trên các cành cây. Nhân cơ hội đó Anna bỏ chạy và Rick Hawkins đuổi theo. Vài phút sau, cả nhóm không còn nghe tiếng hô hoán của Hawkins nữa.
Trong lúc tìm kiếm thi thể Hawkins, Blain Cooper bị một luồng sáng bắn xuyên thủng cơ thể. Anh ngã xuống cùng với khẩu M134 trên tay mà chưa kịp bắn một viên đạn nào vào kẻ thủ ác. Trung sĩ Mac Eliot đã nhìn thấy một sinh vật to lớn trong suốt với đôi mắt nhấp nháy. Ngay lập tức, anh hét lên và xả hết dây đạn 3700 viên trên khẩu súng máy nòng xoay của Blain về phía nó. Những người lính còn lại cũng xả hết đạn ra khắp khu rừng nhưng con quái vật đã nhanh chân chạy mất.
Đêm đó cả nhóm quyết định đặt bẫy con quái vật theo cách hướng đạo sinh. Họ thay phiên nhau trực, chờ con quái vật sập bẫy. Cả nhóm vùng dậy khi nghe tiếng la hét của Eliot. Anh vật lộn với một con vật to lớn và giết chết nó. Khi bật đèn pin kiểm tra, cả nhóm thất vọng khi thấy đó chỉ là một con lợn rừng. Trong lúc ấy, con quái vật đã vượt qua hàng rào và mang xác Blain đi.
Những người lính còn lại nhận ra rằng họ đang đối mặt với một sinh vật không những sở hữu nhiều khả năng phi thường mà còn rất thông minh. Anna kể cho họ nghe về một câu chuyện khủng khiếp được lưu truyền ở biên giới, đó là hàng trăm người dân ở một ngôi làng đã đột ngột biến mất trong nhiều năm. Khi được tìm thấy, họ chỉ còn là những xác chết mất một phần cơ thể. Dutch hiểu rằng cả nhóm của anh đang bị con quái vật chơi trò mèo vờn chuột và súng đạn khó có thể ngăn chặn được nó. Trong trạng thái hoang mang tột độ, họ suy nghĩ tìm cách đối phó với con quái vật.
Cuối cùng, tất cả lính Mỹ đều lần lượt bị tiêu diệt, chỉ còn lại Dutch và Anna. Dutch vô tình phát hiện ra cách vô hiệu hóa con mắt hồng ngoại của con quái vật là dùng bùn để che kín thân nhiệt. Sau những lần vất vả chiến đấu và gài bẫy, cuối cùng con quái vật cũng bị Dutch hạ gục. Nhưng nó dùng đến vũ khí cuối cùng, đó chính là bom tự hủy. Nó phát nổ tựa như một quả bom nguyên tử thu nhỏ, tỏa sáng cả một góc khu rừng. Dutch và Anna được đưa lên trực thăng kịp thời và rời khỏi khu rừng.

## Diễn viên
| Diễn viên             | Vai diễn                       | Vũ khí sử dụng                                                     | Ghi chú |
| --------------------- | ------------------------------ | ------------------------------------------------------------------ | --- |
| Arnold Schwarzenegger | Thiếu tá Alan "Dutch" Schaefer | AR-15/M203, súng ngắn Desert Eagle                                 | Dutch đứng đầu nhóm biệt kích và là một cựu quân nhân, cùng với Dillon tham gia chiến tranh Việt Nam. |
| Carl Weathers         | George Dillon                  | 2 khẩu tiểu liên MP5, súng ngắn Colt M1911A1                       | Dillon là đồng đội cũ của Dutch và cũng là đặc vụ CIA. |
| Jesse Ventura         | Blain Cooper                   | 1 khẩu tiểu liên MP5, súng máy M134 Minigun                        | Blain cùng Mac tham gia chiến tranh Việt Nam. Anh này thường hút thuốc lá và đội một chiếc nón cao bồi. |
| Bill Duke             | Mac Eliot                      | Súng máy M60E3, súng ngắn Desert Eagle                             | Mac là bạn thân của Blain; cả hai cùng nhau tham gia chiến tranh Việt Nam, sống sót sau một trận đánh thâu đêm. Trong trận đánh ấy, Mac sử dụng khẩu M60E3 còn Blain sử dụng khẩu M134 Minigun.                                          |
| Sonny Landham         | Billy Sole                     | AR-15/Mossberg 500, súng ngắn Desert Eagle và dao rựa              | Billy là một người da đỏ với một giác quan nhạy cảm. Anh này rất kín đáo, và Hawkins luôn cố chọc anh cười. |
| Richard Chaves        | Jorge "Poncho" Ramirez         | 1 khẩu tiểu liên MP5, súng ngắn Desert Eagle và súng phóng lựu CAW | Poncho là người Chicano, có thể nói tiếng Tây Ban Nha. |
| Shane Black           | Rick Hawkins                   | 1 khẩu tiểu liên MP5, súng ngắn Desert Eagle                       | Hawkins là lính điện đài của đội. |
| R. G. Armstrong       | Thiếu tướng Homer Phillips     |                                                                    | Phillips là người đặt ra nhiệm vụ, ông đã thành lập đội dựa theo danh tiếng của mỗi người. |
| Kevin Peter Hall      | The Predator                   | Có khả năng tàng hình, súng hồ quang, súng máy, lao, phi tiêu      | Con Predator thuộc một chủng tộc hiếu chiến thích săn lùng những loài khác làm trò vui. Nó có thể ngụy trang, có một vũ khí plasma, và có thể thấy được ánh sáng hồng ngoại. Hall còn đóng vai viên phi công lái trực thăng ở đoạn cuối. |
| Sven-Ole Thorsen      | Cố vấn quân sự Nga             |                                                                    | |
| Elpidia Carrillo      | Anna Gonsalves                 | Súng ngắn Walther PP (không bắn được phát nào)                     | Anna là một nữ du kích bị đội của Dutch bắt được sau một trận đánh với quân phiến loạn. Sau này cô kể với họ rằng có một "con quỷ già" tấn công người ta trong những mùa hè oi bức.                                                      |

## Giải thưởng
Predator nhận được đề cử Giải Oscar cho Kỹ xảo xuất sắc nhất. Theo thiết kế ban đầu, con quái vật là một sinh vật to lớn với chiếc cổ dài, đầu giống chó và một mắt to ở giữa trán. Hình ảnh này xuất hiện trên đĩa DVD của phim. Trong một buổi trả lời phỏng vấn, đạo diễn John McTiernan tiết lộ rằng có hai diễn viên đóng vai quái vật. Người đầu tiên là Jean-Claude Van Damme, nhưng anh này đã bỏ cuộc sau hai ngày vì không hài lòng với ngoại hình của quái vật. Sau đó đội ngũ thiết kế đã sửa đổi màu sắc và một số chỗ trên bộ trang phục của quái vật. John McTiernan mời Kevin Peter Hall thay thế Jean-Claude và anh này đã đóng tới khi quá trình quay kết thúc.

## Hậu trường
Nam diễn viên Sonny Landham vốn là người rất nóng tính. Vì thế, khi biết anh được mời tham gia Predator, một điều kiện do công ty bảo hiểm của đoàn làm phim đặt ra là phải có một vệ sĩ bên cạnh Sonny trong suốt quá trình quay để bảo đảm an toàn cho những người xung quanh anh.
Shane Black, người đóng vai anh lính Rick Hawkins, thực ra là một nhà biên kịch. Khi tham gia bộ phim này, anh đang viết kịch bản cho phim Lethal Weapon. Nhà sản xuất Joel Silver muốn Shane ở gần ông để có thể thường xuyên góp ý cho kịch bản, vì thế mà ông quyết định giao cho anh một vai trong phim.
Phần lớn cảnh quay trong phim được thực hiện ở biên giới México. Trong thời gian quay, đạo diễn John McTiernan sụt hơn 10 kg vì không chịu ăn những thức ăn không hợp khẩu vị của Mexico.
Viên phi công lái trực thăng xuất hiện trong cảnh cuối phim chính là Kevin Peter Hall - người đóng vai con quái vật.

## Đôi nét về loài Predator trong loạt phim
Predator là tên gọi để chỉ một chủng tộc ngoài hành tinh (ngoài trái đất, chưa xác định) có nền văn minh tiên tiến vượt trội so với Trái Đất.
Chúng là những chiến binh được trang bị công nghệ chiến đấu cực kỳ hiện đại với các đặc điểm như sau:
- Predator luôn xuất hiện với một chiếc mặt nạ (Bio Helmet) trên đầu, theo giải thích của các phần thì chiếc mặt nạ này có tác dụng rất quan trọng: làm radar, phát hiện thân nhiệt, dò âm thanh, kết nối với khẩu súng Plasma trên vai để nhắm bắn,... Ngoài ra chiếc mặt nạ còn để che đi khuôn mặt gớm ghiếc và cũng là ý định của các nhà làm phim để tạo phong cách đặc trưng cho nhân vật Predator trong mắt khán giả. Mặt nạ nối với balô có vai trò lọc dưỡng khí, tuy nhiên Predator có thể thở dưỡng khí ở Trái Đất một cách tạm thời. Chúng không sống lâu được ở môi trường Trái Đất do ô nhiễm.
- Máu của chúng có màu xanh lá và phát sáng. Chúng thích thời tiết nóng nực.
- Predator luôn mang một thiết bị sau lưng (trông như một cái balô/hộp), trong phần đầu tiên (Predator) thiết bị đó được giới thiệu là "hộp cứu thương" của chúng. Trong các phần phim sau này nó được giới thiệu như là một balô đa năng đồng thời chứa cả nguồn năng lượng cho súng và hệ thống tàng hình.
- Trên vai trái của nhân vật Predator luôn mang theo một khẩu súng tự động, bắn ra Plasma rất mạnh, khẩu súng này được kết nối với chiếc mặt nạ Bio Helmet để có thể tự động nhắm bắn theo tầm nhìn một cách nhanh nhất. Trong phim Aliens vs. Predator: Requiem (2007) cho thấy mỗi chiến binh Predator có thể trang bị cho mình hai khẩu súng trên hai vai và có thể lắp ráp thành súng cầm tay (tất nhiên không thể bắn tự động) có phần giống súng săn (shotgun) của con người. Tuy nhiên trong Alien vs. Predator (2004) lại cho thấy súng Plasma bắn liên tục thì nòng súng sẽ bị nóng chảy.
- Xuyên suốt các phần phim về Predator, có thể thấy chúng liên tục sử dụng thiết bị trông như một cái vòng ở tay trái. Thực ra đó là thiết bị/vũ khí quan trọng của chúng, có tác dụng như: tàng hình (nhưng khi cơ thể rơi xuống nước hoặc thấm nước sẽ hiện nguyên hình), liên lạc, phân tích mẫu vật, thay đổi chế độ chiến đấu, tích hợp đôi lưỡi dao để chiến đấu, và cuối cùng là một quả bom hẹn giờ rất mạnh.
- Bên cạnh đó, chiến binh Predator còn mang theo một số vũ khí cận chiến khác như: ngọn giáo (lao), dao găm, phi tiêu lưỡi cưa, roi, đĩa "thông minh",... Trong phim Predator 2 có giới thiệu đôi chút về vũ khí lạnh của Predator: đó là chúng được làm từ một loại hợp kim phi thường không có trên Trái Đất, có tỉ trọng siêu nhẹ đủ để nổi trên nước hoặc dầu, đủ cứng và sắc bén để cắt được kim cương, không thể phá hủy bằng thiết bị thông thường của con người. Nhưng thật ra vũ khí mạnh nhất của các chiến binh Predator là sức mạnh bẩm sinh của chúng, kỹ thuật chiến đấu thiện nghệ và các giác quan tinh nhạy. Chúng có sức mạnh, tốc độ và phản xạ tốt hơn người thường. Tất nhiên là cao to hơn con người nữa.

Ngoài ra, các Predator rất có tinh thần "thượng võ", khi gặp được một đối thủ đủ mạnh (chứ không phải một con mồi), chúng sẽ vứt bỏ hết các vũ khí hiện đại để đánh nhau tay đôi (như trong đoạn cuối phim Predator, đánh tay đôi với Thiếu tá Schaefer). Các Predator cũng rất tôn trọng kẻ gan dạ, dũng cảm (như Trung úy Mike Harrigan trong Predator 2 hay Alexa Woods trong Alien vs. Predator). Các Predator cũng không giết những người không có khả năng chiến đấu hay không có vũ khí như người già, người bệnh, phụ nữ có thai, trẻ em,...
Tuy có nền văn minh khoa học hiện đại nhưng những Predator vẫn giữ những tập tục rất cổ xưa và có tính chất man rợ. Chúng xem mình là các Thợ săn (Hunter) đi khắp các hành tinh để săn mồi, ở các phần Predator, Predator 2 và Predators, con mồi của chúng là những người Trái Đất có khả năng chiến đấu, ở hai phần cross-over là Alien vs. Predator và Aliens vs. Predator: Requiem, con mồi của các Predator là loài Xenomorph - quái vật nổi tiếng trong loạt phim kinh dị Alien. Các Predator chiến thắng trong các cuộc đi săn sẽ chứng minh chiến công của chúng bằng những ký hiệu trên người. Ở phần cross-over Alien vs. Predator, nếu thất bại trong việc săn loài Xenomorph thì các Predator phải đảm bảo rằng không một ai còn sống sót, khi đó các Predator đã tự kích nổ và đã phá hủy cả một nền văn minh. Đẳng cấp của một Predator phụ thuộc vào những chiến công của mỗi Predator.
Predators (2010) đánh dấu sự trở lại của loạt phim Predator "thuần chủng" sau 20 năm (hai phần cross-over AvP và AvP Requiem bị đánh giá khá thấp). Predators lấy bối cảnh ở một hành tinh bí ẩn, có nhiều yếu tố giống Trái Đất, khi một nhóm người Trái Đất có khả năng chiến đấu và bị xem là "quái vật" bị bắt đến hành tinh này và phải chiến đấu chống lại cuộc đi săn của các Predator, đồng thời trên hành tinh này cũng còn một giống Predator khác đang bị giam giữ (là giống Classic Predator trước đây). Phim giới thiệu với người xem một chủng loài Predator khác to khỏe và hung hãn hơn kiểu cũ (chúng được gọi là Super Predator), hai loài này có vẻ giống nhau về các "thuộc tính" cơ bản nhưng lại thù địch nhau sâu sắc và công nghệ chiến đấu cũng có phần khác nhau.
Phần Predator tiếp theo, The Predator (2018) sẽ lấy bối cảnh và cốt truyện tiếp nối Predator (1987).